# Microrégion de Coreaú
 (février 2025).
Si vous disposez d'ouvrages ou d'articles de référence ou si vous connaissez des sites web de qualité traitant du thème abordé ici, merci de compléter l'article en donnant les références utiles à sa vérifiabilité et en les liant à la section « Notes et références ».

Localisation de la microrégion de Coreaú

La microrégion de Coreaú est l'une des sept microrégions qui subdivisent le nord-ouest de l'État du Ceará au Brésil.
Elle comporte 4 municipalités.

## Municipalités[1]
- Coreaú
- Frecheirinha
- Moraújo
- Uruoca